# Temple Youguo
Le Temple de Youguo (chinois simplifié : 佑國寺) est un monastère Bouddhiste situé au nord-est de la ville de Kaifeng, dans la province d' Henan, en Chine. Ce temple a été construit durant la Dynastie Song  (de 960 à 1279). Le site comporte la Pagode de Fer qui est dressée au centre du complexe, dans un style inspiré de l'Architechture Bouddhiste de Chine durant le 11e siècle.

## Histoire
Le temple original comportait 280 pièces et 24 monastères. Kaifeng était la capitale de la dynastie des Songs du Nord, ce qui octroya une place importante au temple que les empereurs de la dynastie visitaient assez souvent. Des examens impériaux avaient lieu dans ce temple, ce qui fit ramener des candidats de tout l'empire chinois pour passer les examens de la fonction publique.

## Pagodes

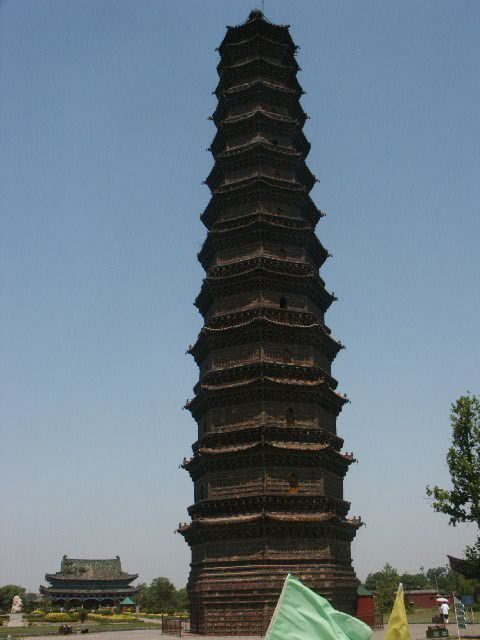
La Pagode de Fer en briques vernissées, construite en 1049, ainsi que les jardins du temple dans le décor

La pagode originelle du temple de Youguo était une pagode octogonale très haute et faite en bois qui comportait treize étages. L'architecte éminent Yu Hao fut celui qui avait conçu cette pagode. Néanmoins, en 1044, cette dernière a été frappée par la foudre et brula sur le sol du temple.

### Pagode de Fer
L'empereur Song Renzong de la dynastie des Songs du Nord réclama donc le remplacement de la pagode à la suite de son incendie. Cette nouvelle pagode devait ressembler à la pagode de bois originale, cependant, cette nouvelle pagode fut construite avec des briques de Glaçure pour que la nouvelle pagode soit résistante au feu et puisse survivre dans le futur. La Pagode de Fer faisant 55 mètres de haut fut donc construite en 1049. La pagode était faite de briques octogonales à noyau solide et munie d'un escalier intérieur en colimaçon de pierre qui abrite des ouvertures vers l'exterieur pour permettre la circulation de la lumière et de l'air. Le style architectural comprend un dougong positionné dans l' avant- toit (miyan). Les briques vernissées, de couleur brune, ont donné le nom à la nouvelle tour, la Pagode de Fer,.
L'extérieur de la pagode présente plus d'une cinquante de variétés de différentes briques et 1 600 sculptures complexes et richement détaillées, dont celles du Bouddha assis , des moines debout, de chanteurs et de danseurs, de lions, de dragons et d'autres animaux légendaires ainsi que de nombreuses autres gravures. Sous les avant-toits se trouvent 104 cloches qui sonnent au vent. La fondation repose dans le limon du fleuve Jaune . [4] À l'intérieur de la pagode de fer se trouvent des fresques du roman classique chinois le Voyage vers l'Ouest,.
En 1847, le Fleuve Jaune déborda et en conséquence le temple de Youguo s'effondra. Cependant, la Pagode de Fer resta intacte. Historiquement, la pagode a traversé durant son histoire 38 séismes, 6 inondations et de nombreux autres désastres naturels mais resta intact dans toutes les situations après 1 000 ans d'existence,.